# Martin Watt
Martin Watt es un astrónomo británico.
El Centro de Planetas Menores le reconoce el descubrimiento de cuatro asteroides durante el año 1982 mientras ejercía en el Observatorio Lowell en Flagstaff, Arizona, Estados Unidos).
| (2675) Tolkien    | 14 de abril de 1982 |
| (2687) Tortali    | 18 de abril de 1982 |
| (2991) Bilbo      | 21 de abril de 1982 |
| (10479) Yiqunchen | 18 de abril de 1982 |